# Chrysolina arctica
Chrysolina arctica é uma espécie de artrópode pertencente à família Chrysomelidae.